# Shavuot
Para el punto de vista cristiano de esta fiesta, véase Pentecostés.
Shavuotⓘ es la segunda de las tres fiestas de peregrinaje del pueblo hebreo (Shlosha Regalim - שלושה רגלים). La festividad acaece exactamente 7 semanas después de la fiesta de las primicias, la cual se da al día siguiente al shabbat que se encuentra dentro de los 7 días de la fiesta de los panes sin levadura (15 al 21 de Nisán), exactamente cincuenta días después de ese shabbat. El nombre de la festividad tiene su origen en este hecho (Shavuot - שבועות - plural de Shavúa - שבוע, semana.) La festividad conmemora la entrega de las tablas de la ley por parte de Dios a Moisés, en el Monte Sinaí.
La festividad también tiene un significado agrícola: corresponde a la época del año en la que —en Israel en particular y en el hemisferio norte en general— se recogen los primeros frutos. Es por esto que la festividad también es llamada la Fiesta de las Primicias. Antiguamente, la ofrenda que se llevaba al Templo de Jerusalén consistía justamente de las primicias.
Esta festividad es un día no laborable según la ley judía. Su duración en la Tierra de Israel es de un día, mientras que en la  Gola dura dos días, siendo que cada día comienza con la puesta del sol, y finaliza con la salida de las estrellas al día siguiente (similar al crepúsculo civil). Durante la festividad se acostumbra a comer productos lácteos, acompañados por los siete frutos o siete especies característicos de Eretz Israel.

## Los nombres de la festividad

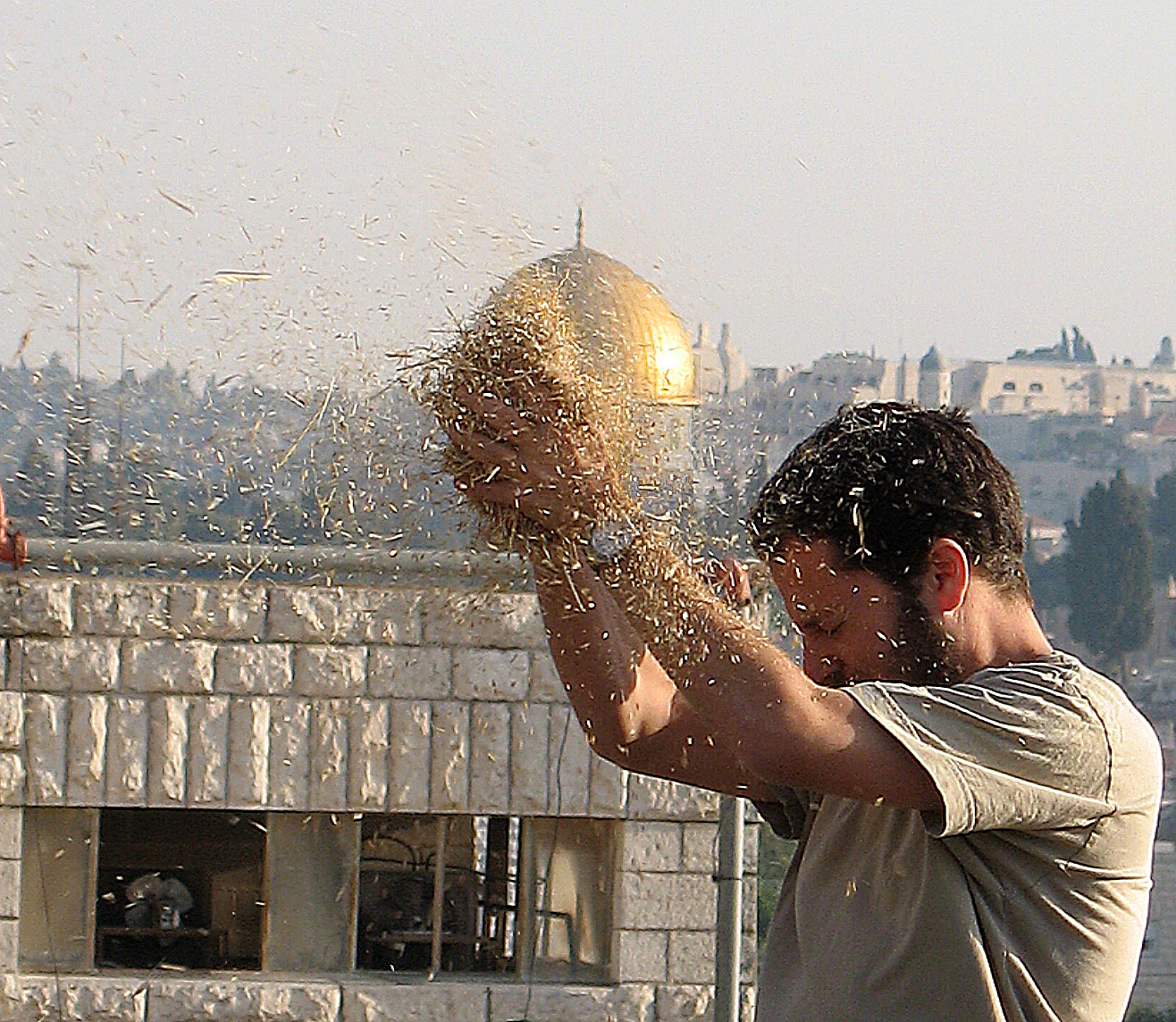
En Jerusalén, un varón lanza trigo trillado durante la festividad de Shavuot.

- Jag HaShavuot (Fiesta de las semanas): Recibe este nombre pues se celebra al finalizar las siete semanas de Sefirat Ha'omer cuya cuenta diaria se había emprendido en la segunda noche de Pésaj.

- Jag HaShvuot, ya que hay dos juramentos durante la fecha (Shvuá [שבועה]: quiere decir juramento en hebreo). Uno de los juramentos fue del pueblo de Israel de cumplir con los mandatos de la Torá y el otro fue de Dios quien al dar la Torá al pueblo de Israel juró que iba a ser su pueblo elegido y no iba a cambiarlo nunca.

- Zeman Matan Toraténu (Época de la Entrega de nuestra Torá): Según la tradición judía, esta es la fecha en la cual el Pueblo Judío recibió la Torá (la Ley), en el Monte Sinaí. Algunos preguntan: ¿Por qué llamarla entrega de la Torá y no recibimiento de la Torá? La respuesta de muchos rabinos sabios fue que en esa ocasión Dios le dio al pueblo de Israel la Torá con leyes que antes nunca tuvo; sin embargo, recibirla es algo que el pueblo de Israel hace cada día con la Parashá de cada semana y el estudio de la Torá semana a semana.

- Jag Hacatsir (Fiesta de la Cosecha): En la Tierra de Israel, esta es la época de la cosecha, especialmente la de trigo.

- Atzeret (Conclusión): En fuentes rabínicas, Shavuot se menciona como conclusión, pues los sabios la consideran ligada a la festividad de Pésaj, siendo la conclusión histórica de la misma.

## Significado espiritual y fundamento bíblico
El libro de Levítico, capítulo 23, versículos 9-32, relata la instauración de la festividad y el modo en que debía procederse a la ceremonia. No confundir con la fiesta de las primicias (la cual se da durante la fiesta de los panes sin levadura). Su connotación espiritual es el fundamento de su consagración como fiesta santa o Santa Convocación. El ofrecimiento de los primeros frutos y la gavilla (omer) de las primeras espigas de la cosecha, representa el reconocimiento de Dios como proveedor de todas las cosas y como el Señor de su pueblo; supone la reclamación por parte de Dios de su pueblo, como hijos suyos y como pueblo especial y escogido.

## Tabla de celebraciones en el tercer mes según laTorá
Cincuenta días después del sábado que se encuentra dentro de la fiesta de los panes sin levadura (15 al 21 de Nisán, la cual tenía lugar después de la festividad judía de Pésaj, la cual a su vez tiene lugar el día 14 de Nisán): 6 y 7 de Siván.

## Periodo
Las fechas correspondientes al día de Shavuot en el calendario gregoriano son las siguientes:
| Calendario gregoriano                          |
| ---------------------------------------------- |
| 15 mayo–16 mayo: 2013 y 2089                   |
| 16 mayo–17 mayo: 2032 y 2070                   |
| 17 mayo–18 mayo: 2002, 2021, 2051 y 2097       |
| 18 mayo–19 mayo: 2040, 2048, 2059 y 2078       |
| 19 mayo–20 mayo: 2010 y 2086                   |
| 20 mayo–21 mayo: 2018, 2029, 2037, 2067 y 2075 |
| 21 mayo–22 mayo: 2056, 2064 y 2094             |
| 22 mayo–23 mayo: 2026 y 2045                   |
| 23 mayo–24 mayo: 2007, 2053, 2072, 2083 y 2091 |
| 24 mayo–25 mayo: 2015, 2034 y 2080             |
| 25 mayo–26 mayo: 2042, 2061 y 2099             |
| 26 mayo–27 mayo: 2004, 2023, 2069 y 2088       |
| 27 mayo–28 mayo: 2012, 2050 y 2096             |
| 28 mayo–29 mayo: 2001, 2031 y 2077             |
| 29 mayo–30 mayo: 2009, 2020, 2039 y 2058       |
| 30 mayo–31 mayo: 2066 y 2085                   |
| 31 mayo–1 junio: 2017, 2028, 2047 y 2093       |
| 1 junio–2 junio: 2036, 2044 y 2074             |
| 2 junio–3 junio: 2006, 2025 y 2055             |
| 3 junio–4 junio: 2033, 2052, 2063, 2071 y 2082 |
| 4 junio–5 junio: 2014, 2060 y 2090             |
| 5 junio–6 junio: 2022, 2041 y 2079             |
| 6 junio–7 junio: 2003, 2049, 2068, 2087 y 2098 |
| 7 junio–8 junio: 2030 y 2076                   |
| 8 junio–9 junio: 2011, 2057 y 2095             |
| 9 junio–10 junio: 2008, 2019, 2038 y 2084      |
| 10 junio–11 junio: 2046 y 2065                 |
| 11 junio–12 junio: 2027, 2073 y 2092           |
| 12 junio–13 junio: 2016, 2024 y 2054           |
| 13 junio–14 junio: 2005, 2035, 2081 y 2100     |
| 14 junio–15 junio: 2043 y 2062                 |

Como ocurre con todas las demás festividades judías, el inicio de la festividad coincide con la puesta del sol del día anterior.